# Championnats du monde de vol à ski 1972
Navigation
Oberstdorf 1973
La 1re édition des championnats du monde de vol à ski s'est déroulée du 24 mars 1972 au 26 mars 1972 à Planica en Yougoslavie.

## Résultats

### Individuel
| Médaille | Concurrent      | Points |
| Or       | Walter Steiner  |        |
| Argent   | Heinz Wossipiwo |        |
| Bronze   | Jiří Raška      |        |